# Егоров, Алексей Сергеевич
Алексе́й Серге́евич Его́ров (род. 30 августа 2002, Раменское, Московская область) — российский хоккеист, защитник. Игрок системы «Авангарда», выступающего в КХЛ. Мастер спорта России (2024).

## Биография
Воспитанник школы воскресенского «Химика», в составе которого начал выступать на уровне Кубка мэра среди юношей 2002 года рождения, а также на уровне первенства России среди юношей. В 2019 году игрок перешёл в систему московского «Спартака» и дебютировал на профессиональном уровне за МХК «Спартак». Помимо этого, Егоров вызывался в состав юниорской сборной России, для участие в международном турнире пяти наций среди юношей своей возрастной категории, проходившем в Чехии.
В сезоне 2020/21 стал привлекаться к матчам в составе аффилированного «Спартаку» клуба — воскресенского «Химика», а 1 декабря 2020 года присоединился к основному составу красно-белых и дебютировал на уровне КХЛ в выездной игре против новосибирской «Сибири», проведя на льду порядка 10 минут игрового времени.
4 июня 2025 года в результате обмена стал игроком омского «Авангарда».